# Tramwaje w Iquique
Tramwaje w Iquique – zlikwidowany system tramwajowy w Iquique w Chile, działający w latach 1885–1930.

## Historia
Spółka Ferrocarril Urbano otworzyła w 1885 linię tramwaju konnego. Rozstaw szyn na linii wynosił 1435 mm. W 1901 w mieście było 16 km tras tramwajowych i 26 wagonów. Około 1913 w mieście były także dwa tramwaje benzynowe, które najprawdopodobniej zostały przebudowane z wagonów tramwaju konnego. 19 kwietnia 1916 zamówiono w firmie J. G. Brill czteroosiowy tramwaj akumulatorowy. W 1921 tramwajami przewieziono ponad 2 mln pasażerów. Maksymalna długość sieci tramwajowej wynosiła 29 km. Tramwaje z powodu narastającej konkurencji zostały zlikwidowane w 1930 r.